# 라스무스 달린
라스무스 에리크 달린(스웨덴어: Rasmus Erik Dahlin, 스웨덴어 발음: [ˈrǎsːmɵs da'li:n], 2000년 4월 13일~)은 스웨덴의 아이스하키 선수로 포지션은 수비수이다. 현재 내셔널 하키 리그의 버펄로 세이버스의 부주장으로 활동하고 있다. 2018년 NHL 드래프트에서 전체 1위로 버펄로 세이버스에게 지명되면서 1989년 드래프트 당시의 마츠 순딘 이후 스웨덴 국적 NHL 드래프트 전체 1위 지명 선수가 되었다.
스웨덴 아이스하키 국가대표 선수로 국제 대회에서 활동하고 있으며 올림픽 1회(2018), 세계 선수권 대회 1회 참가했다.